# Дентон
Дентон (англ. Denton) — университетский город в США, расположенный в штате Техас. Административный центр округа Дентон. Основан в 1857 году.

## География
Площадь, занимаемая городом примерно 161,5 квадратного километра. Город расположен на высоте 201 метр над уровнем моря.

## Население
На 2010 год население Дентона составляет 113 383 человека. Плотность населения составляет 711,8 человека на квадратный километр. 
Средний возраст жителей составляет 27 лет. 
Около 45 000 студентов учатся в университетах и колледжах города.